# لابی ایرلندی آمریکایی
لابی ایرلندی آمریکایی ائتلاف ضعیف گروه‌ها و افرادی است که بر سیاست ایالات متحده در امور خارجی و داخلی در حمایت از مسائل مربوط به ایرلند و منافع ایرلندی آمریکایی تأثیر می‌گذارند.
موضوعات اصلی که از لحاظ تاریخی به لابی ایرلندی آمریکایی مربوط بوده‌است، حمایت از استقلال ایرلند، حمایت از اتحاد مجدد ایرلند، حمایت از مدارس مذهبی کاتولیک و افزایش سهمیه مهاجرت از ایرلند بوده‌است. در مناطق با جمعیت زیاد ایرلندی، لابی ایرلندی از طریق حزب دموکرات کار کرده‌است.

## سازمان‌های رسمی
گروه ملی ایرلند (INC) در سال ۱۹۷۴ توسط پدر سین گابریل مک مانوس در جلسه‌ای از رده باستانی هایبرنین‌ها تأسیس شد. گروه ملی ایرلند برای اصول مک‌براید لابی می‌کند، مانیفستی که خواستار همکاری شرکت‌های آمریکایی در ایرلند شمالی برای مبارزه با تبعیض و سوء استفاده در آنجا است. گروه ملی ایرلند قبلاً یک کمیته اقدام سیاسی منقرض شده تحت نام پی‌ای‌سی ایرلندی گروه ملی ایرلند اداره می‌کرد. گروه ملی ایرلند یک سازمان خیریه معاف از مالیات، بنیاد صلح ایرلند، برای حمایت از «راه‌حل بدون خشونت در ایرلند» اداره می‌کند.
نظم باستانی هایبرنین‌ها (AOH) یک سازمان برادری ایرلندی-کاتولیک است. این دستور برای ایجاد کمیته موقت کنگره در امور ایرلند در سال ۱۹۷۷ موثر بود. شورای ایرلند-ایالات متحده و اتحاد ایالات متحده-ایرلند سازمان‌هایی هستند که همکاری‌های دوجانبه بین دو کشور را تشویق می‌کنند.
لابی ایرلندی برای اصلاح مهاجرت (ILIR) سازمانی است که در دسامبر ۲۰۰۵ توسط نایل اودود، کیاران استونتون و کلی فینچام تأسیس شد و برای اصلاح قانون مهاجرت ایالات متحده و قانونی شدن حدود ۵۰٬۰۰۰ مهاجر ایرلندی غیرقانونی تلاش می‌کند. لابی ایرلندی برای اصلاح مهاجرت در سال ۲۰۱۲ از کاخ سفید دیدن کرد تا در مورد ویزای ایرلندی ای-۳ پیشنهادی که به ایرلندی‌ها اجازه می‌دهد به مدت دو سال در ایالات متحده با ویزای غیر مهاجرتی در ایالات متحده کار کنند، دیدار کند، این فاصله قابل تمدید است.